# Hrabstwo Saint John
Hrabstwo Saint John (ang. Saint John County, fr. Comté de Saint-Jean)  – jednostka administracyjna kanadyjskiej prowincji Nowy Brunszwik leżąca na południu prowincji. Nazwa pochodzi od miasta Saint John (fr. Saint-Jean), które skupia w sobie prawie całą ludność hrabstwa.
Hrabstwo ma 76 550 mieszkańców. Język angielski jest językiem ojczystym dla 91,7%, francuski dla 4,7% mieszkańców (2011).